# Российский этнографический музей
Росси́йский этнографи́ческий музе́й — один из крупнейших этнографических музеев Европы. Основан, как этнографический отдел Русского музея, с 1934 года — самостоятельное учреждение. Является членом-учредителем Ассоциации этнографических музеев России.
Расположен в Санкт-Петербурге, на Инженерной улице, дом 4/1, рядом со зданием Русского музея. Здание музея построено в 1902—1913 годах по проекту архитектора В. Ф. Свиньина.

## История музея
Датой основания Российского этнографического музея считается 1895 год, когда при Русском музее по инициативе и под руководством Самуила Дудина был образован отдельный этнографический отдел. 13 апереля императором Николаем II во исполнение воли и в память его отца императора Александра III был подписан Именной высочайший указ № 11532 «Об учреждении особого установления под названием „Русского Музея Императора Александра III“ и о представлении для сей цели приобретенного в казну Михайловского Дворца со всеми принадлежащими к нему флигелями, службами и садом».

Положения общие:

1. Музей основан в память незабвенного покровителя русского искусства, императора Александра III, имея целью соединить все, относящееся к его личности и истории его Царствования, и представить ясное понятие о художественном и культурном состоянии России.

2. По сему музей делится на три отдела:

      I. Посвященный специально памяти Императора Александра III.

      II. Художественный.

      III. Этнографический и художественно-промышленный.

3. Каждый отдел имеет самостоятельное значение и может делиться, в случае необходимости, на подотделы, за исключением первого, имеющего остаться навсегда одним и цельным памятником императора Александра III.— Указ Николая II от 13(25) апреля 1895 года
Для свободного посещения отдел музея открылся только в 1923 году.
В 1934 этнографический музей становится самостоятельным учреждением и был переименован в Государственный музей этнографии. В августе 1948 года, после передачи коллекций Музея народов СССР в Москве, был переименован в Государственный музей этнографии народов СССР (ГМЭ народов СССР). С 1992 года — Российский этнографический музей (РЭМ).
Российский этнографический музей является одним из немногих, в которых введена униформа для смотрителей.

## Отделы музея
- Отдел этнографии русского народа
- Отдел этнографии Белоруссии, Украины, Молдавии
- Отдел этнографии народов Северо-Запада и Прибалтики
- Отдел этнографии народов Кавказа, Средней Азии и Казахстана
- Отдел этнографии народов Поволжья и Приуралья
- Отдел этнографии Сибири и Дальнего Востока

При музее действует «Детский этнографический центр».

### Отдел этнографии народов Кавказа, Средней Азии и Казахстана
В 1901—1902 гг. Дудин совершил масштабную экспедицию, охватывавшею территорию от Восточного Каспия до Кашгара, создав фонд по культуре народов Средней Азии. Направление курировали академики С. Ф. Ольденбург, В. В. Бартольд, В. В. Радлов. По инициативе Радлова проведение первых экспедиционных поездок было поручено Дудину, который вместе с Бартольдом участвовал в археологических экспедициях в регион. Под руководством Радлова, Дудиным была составлена программа поездок, получившая одобрение управляющего Русским музеем Великого князя Георгия Михайловича. Во время экспедиции Дудиным были собраны более двух тысяч предметов бытовой культуры народов Узбекистана. Кроме того, Дудин сделал множество фотографий. Также среднеазиатское собрание в 1910—1916 годы пополнялось казахскими коллекциями (А. Н. Бекетов, Ф. Ф. Караваев, В. Н. Васильев), корреспондент В. Д. Пельц собрал коллекцию у горных таджиков, инженер П. А. Комаров передал из Ташкента уникальные коллекции кукол народного театра. Также приобретались предметы у частных лиц. В 20-е годы XX века коллекция отдела значительно пополнилась, в том числе произведениями искусства из частных и дворцовых собраний Санкт-Петербурга и его пригородов, среди них личные дары бухарских эмиров Александру III, Николаю II и членам их семей.
В 1930 годы в музей поступила коллекция предметов традиционного быта каракалпаков XIX — начала XX веков, собранная в 1927—1928 гг. художником А. С. Мелковым.В. В 1924—1925 гг. Ф. А. Фиельструп сформировал две коллекции предметов кочевого быта кыргызов. Д. Г. Йомудская-Бурунова занималась формированием туркменской коллекции. В 1934 году Е. Н. Студенецкая пополнила коллекцию предметами быта ингушей. В то же время в Хорезме В. В. Екимова собрала узбекскую коллекцию на тему обработки шелка. В 1937 г. А. С. Морозова и М. В. Сазонова изучали туркменское племя игдыр.В 2007 году была создана экспозиция по культуре еврейского народа, куда были приобретены коллекции по бухарским евреям.
В 2016 году Всемирное общество по изучению, сохранению и популяризации культурного наследия Узбекистана при участии председателя попечительского совета Бахтиера Фазылова, председателя научного совета Эдварда Ртвеладзе, а также председателя правления Всемирного общества и руководителя проекта «Культурное наследие Узбекистана» Фирдавса Абдухаликова опубликовало книгу-альбом «Культурное наследие Узбекистана. Собрание Российского этнографического музея», которая стала вторым томом серии проекта «Культурное наследие Узбекистана в собраниях мира». Авторами статей выступили Фирдавс Абдухаликов и сотрудники музея. Также был снят документальный фильм, посвященный культурному наследию Узбекистана в собраниях Российского этнографического музея. В подготовке книги и фильма приняли участие заместитель директора музея Александр Мирин и заместитель директора по хранению Наталья Прокопьева.

## Награды
- Орден Дружбы народов (1984 год)[9].
- Почётный диплом Законодательного Собрания Санкт-Петербурга (23 января 2002 года) — за заслуги в деле развития культуры в Санкт-Петербурге и в связи со 100-летием со дня образования[10].
- Почётный диплом Законодательного Собрания Санкт-Петербурга (30 ноября 2016 года) — за значительный вклад в развитие культуры и музейного дела в Санкт-Петербурге, а также в связи со 100-летием реставрационной мастерской Российского этнографического музея[11].